# Humidimètre
Ne doit pas être confondu avec Hydromètre ou Hygromètre.

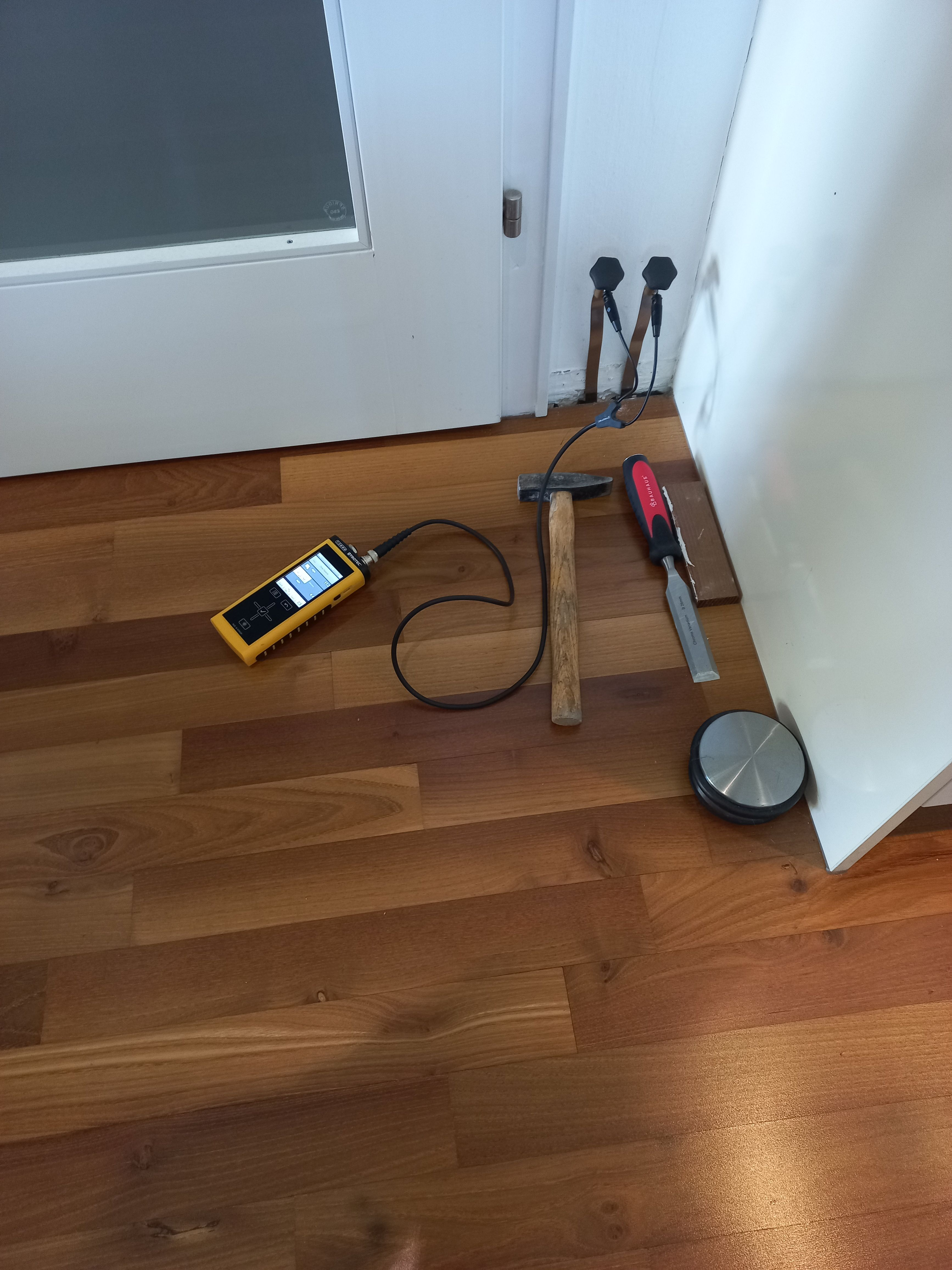
Humidimètre Trotec T3000

Un humidimètre sert à mesurer le taux d'humidité (teneur en eau) dans un matériau poreux (bois, plâtre, sol ou dans des produits agricoles (céréales, oléagineux, etc.)

## Description
Alors qu'un hygromètre mesure l’humidité de l'air, un humidimètre mesure la teneur en eau dans un matériau ou produit solide.

## Mesures
Un humidimètre mesure en général la conductivité électrique[réf. nécessaire] ou la permittivité (humidimètre TDR et FDR), l'humidité est ensuite déduite à l'aide d'une calibration.
On peut mesurer ainsi l'humidité :
- des sols ;
- des matériaux de construction (plâtre, béton, etc.)[2] ;
- du papier[3], du cuir, des grains, des meules de foin, du tabac, du coton[4], du houblon, du bois, etc.

Les appareils modernes sont en général électroniques, constitués d'un boîtier indiquant l'humidité en % et d'électrodes sur l'appareil ou déportées pour des mesures spécifiques (grande électrode pour les meule de foin, par exemple).

## Réglementation
Les humidimètres utilisés pour mesurer le taux d'humidité (titre massique en eau) des grains de céréales et graines oléagineuses sont réglementés au titre de la métrologie légale.